# Lichenothelia scopularia
Lichenothelia scopularia är en lavart som först beskrevs av William Nylander och som fick sitt nu gällande namn av David Leslie Hawksworth. 
Lichenothelia scopularia ingår i släktet Lichenothelia och familjen Lichenotheliaceae.  Arten är reproducerande i Sverige. Inga underarter finns listade i Catalogue of Life.